# 231
El 231 (CCXXXI) fou un any comú començat en dissabte del calendari julià. En aquell temps, era conegut com a any del consolat de Claudi i Sal·lusti (o, més rarament, any 984 ab urbe condita). L'ús del nom «231» per referir-se a aquest any es remunta a l'alta edat mitjana, quan el sistema Anno Domini esdevingué el mètode de numeració dels anys més comú a Europa.

## Esdeveniments
- Exili d'Orígenes